# Calyptotheca symmetrica
Calyptotheca symmetrica är en mossdjursart som beskrevs av Ortmann. Calyptotheca symmetrica ingår i släktet Calyptotheca och familjen Parmulariidae. Inga underarter finns listade i Catalogue of Life.